# Naucrati
Naucrati (in greco, Ναύκρατις Nàukratis, in latino Naucrătis) fu una città dell'antico Egitto posta a circa 80 chilometri a sud-est di Alessandria, nei pressi dell'attuale villaggio di Kom Gi'eif.
Fu fondata durante la XXVI dinastia come punto d'appoggio per i mercanti greci e rimase il principale mercato tra greci ed egizi prima della fondazione di Alessandria.

## Storia
Le prove archeologiche suggeriscono che la storia degli antichi greci in Egitto risale almeno all'epoca micenea (1600-1100 a.C.) e più probabilmente anche alla Civiltà minoica. Si tratta di una storia strettamente commerciale, poiché di queste culture non sono stati trovati insediamenti greci permanenti.
Dopo il crollo della civiltà micenea e i conseguenti secoli bui (1100-750 a.C. circa), nel VII secolo a.C. fiorì un "rinascimento" della cultura greca, che portò a un nuovo contatto con l'Oriente e le sue due grandi civiltà fluviali della Mesopotamia e del Nilo.
La prima notizia di greci in Egitto nel VII secolo a.C. è il racconto di Erodoto che narra di pirati ionici e carii costretti dalla tempesta a sbarcare sul delta del Nilo o nelle sue vicinanze. Il racconto narra la situazione del faraone saita Psammetico I (664-610 circa) della XXVI dinastia egizia, che, in preda alla disperazione, chiede consiglio all'oracolo di Leto a Buto, il quale gli consiglia in modo criptico di ricorrere all'aiuto degli "uomini di bronzo" che sarebbero "venuti dal mare". Ispirato dalla vista delle armature di bronzo dei pirati naufraghi, offre loro una ricompensa in cambio del loro aiuto nella sua campagna di ritorno al potere. Al successo di questa impresa, mantiene la parola data e concede ai mercenari due appezzamenti di terra (o "campi", στρατόπεδα) su entrambi i lati del ramo pelusiano del Nilo.
Naucrati era il sito di una città egizia prima dell'arrivo dei Greci, e in seguito divenne un insediamento militare occupato da mercenari. Naucrati si trovava sul ramo canopico del Nilo, nel Delta occidentale, a circa 16 km da Sais. L'affluente del Canopo era uno dei principali corsi d'acqua che collegavano la valle del Nilo al Mediterraneo e il più accessibile degli affluenti del Nilo durante il periodo saita. L'insediamento iniziale si sviluppò poi in un trafficato porto commerciale. Si scambiavano merci con i Greci e con altri Stati del Mediterraneo. I commercianti greci si stabilirono a Naucrati e iniziò a svilupparsi una grande comunità greca.

## Archeologia

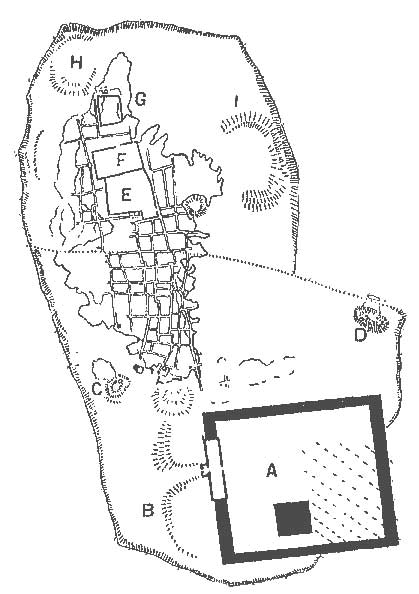
Planimetri di Naucrati, abbozzata da Petrie

Il sito fu scoperto da Flinders Petrie, che vi scavò nel 1884. A lui seguirono Ernest Arthur Gardner e infine David George Hogarth, nel 1899 e nel 1903.
L'attenzione archeologica si è concentrata su due aree, i quartieri settentrionale e meridionale. Il più a sud è stato rinvenuto un grande magazzino o tesoreria egizia (A nello schizzo a destra, originariamente identificato da Petrie come il "grande temenos") e, poco più a nord, un tempio greco di Afrodite in mattoni di fango di circa 14 m × 8 m (curiosamente non menzionato nell'elenco di Erodoto).
Nella sezione settentrionale sono state trovate diverse rovine di templi (E: Tempio di Era, F: Tempio di Apollo e G: Tempio dei Dioscuri), tra cui quello che potrebbe essere l'Hellenion di Erodoto scoperto da Hogarth nel 1899 (direttamente a est di F). "Nessuna delle ceramiche votive trovate qui deve essere arrivata prima del regno di Amasis, quindi è possibile che l'Hellenion sia stato fondato come risultato della sua riorganizzazione dello status di Naucrati, mentre i santuari indipendenti... risalgono agli anni precedenti della città".
Più recentemente, gli archeologi americani W. Coulson e A. Leonard hanno fondato nel 1977 il "Progetto Naucrati", effettuando sondaggi nel 1977-1978 e ulteriori sondaggi e scavi a sud del sito nel 1980-1982 (sotto gli auspici dell'American Research Center in Egypt). Purtroppo hanno trovato l'originaria sezione settentrionale del santuario sommersa da un lago formato dall'innalzamento della falda freatica e profondo circa 15 m.. Questa parte del sito rimane tuttora sommersa, rendendo difficili se non impossibili ulteriori lavori. Il loro giudizio sull'approccio e sui metodi utilizzati dai loro predecessori non è stato lusinghiero. "Sfortunatamente, gran parte dell'enfasi dei primi scavatori fu posta su queste strutture religiose a scapito dei quartieri commerciali e domestici. Di conseguenza, la nostra conoscenza del carattere mercantile dell'antica Naucrati - l'aspetto della sua storia iniziale che l'ha resa così eccezionale - ha sofferto molto. Inoltre, le sequenze storiche successive, come il periodo ellenistico e quello romano, sono state quasi del tutto trascurate". A scoraggiarli è stata anche la distruzione operata dalla popolazione locale sul sito. "Già all'epoca di Petrie circa un terzo del sito di Naucrati, lungo circa mezzo chilometro per un quarto di chilometro, era stato scavato dagli agricoltori locali per essere utilizzato come fertilizzante ad alto contenuto di fosfati (sebakh) nei loro campi. Nel corso di circa 100 anni, i sebakhin hanno completamente distrutto questa porzione orientale del sito". La barriera dell'alta falda acquifera ha reso impossibile trovare qualcosa di più antico del periodo tolemaico. Concordarono con Hogarth che il "grande temenos" di Petrie era in realtà un edificio egizio e che l'intera sezione meridionale della città sembrava non essere greca. Complessivamente la maggior parte dei reperti era costituita da vasi (alcuni interi, la maggior parte frammentari) usati come votivi nei templi, ma anche da statuette di pietra e sigilli di scarabeo. Questi sono sparsi in musei e collezioni di tutto il mondo, il materiale precedente è stato portato in gran parte in Gran Bretagna (soprattutto al British Museum) e il secondo al Museo greco-romano di Alessandria.
Da Naucrati proviene anche una stele di Nectanebo I, ora conservata presso il Museo Egizio del Cairo.